# Mentre tutto cambia
Mentre tutto cambia è il secondo album in studio della cantautrice italiana Annalisa, pubblicato il 27 marzo 2012 dalla Warner Music Italy. È stato possibile ordinare l'album in anteprima su iTunes a partire dal 13 marzo.
Il 24 gennaio 2014 l'album è stato ripubblicato nei Paesi Bassi dalla Warner Music Netherlands, anticipato qualche giorno prima dalla versione digitale.

## Descrizione
(Annalisa in merito al concept album.)
Anticipato dal singolo Senza riserva, scritto e composto da Roberto Casalino e pubblicato il 16 marzo 2012, l'album, la cui copertina mostra il primo piano di Annalisa, e contenente 12 tracce, vede come autori principalmente Roberto Casalino, autore di cinque testi, Dardust, Niccolò Verrienti, ed altri ed è composto da canzoni legate, l'una all'altra, rappresentanti l'amore in ogni sua sfaccettatura, dal lato più ironico a quello spensierato, fino a quello malinconico. Per quanto riguarda i musicisti, troviamo Elio Rivagli e Alfredo Golino alla batteria, Paolo Costa al basso, Massimo Varini, Francesco Sighieri e Giorgio Cocilovo alle chitarre e il maestro Pino Perris alla direzione d'orchestra. Quest'ultimo si occupa anche della direzione vocale. L'album è interamente prodotto da Dado Parisini.
L'album viene presentato dalla cantante durante un circuito big, dedicato agli ex concorrenti del programma, durante la fase serale dell'undicesima edizione di Amici di Maria De Filippi. Annalisa, oltre a svariate cover, esegue live il primo singolo, Senza riserva e due inediti, Per una notte o per sempre e Non cambiare mai. Poco tempo dopo viene estratto il secondo singolo, Tra due minuti è primavera, in rotazione radiofonica dal 15 giugno 2012, scritto da Roberto Kunstler e composto da Dardust. Solo il successivo 14 settembre uscirà come terzo singolo, uno dei due inediti: Per una notte o per sempre, scelto per accompagnare l'anteprima delle due date teatrali del tour invernale.
La versione digitale dell'album contenuta nell'iTunes Store olandese include 14 tracce, Non so ballare e l'inedito Capirai. Le due bonus track vanno a completare la colonna sonora del film olandese, Toscaanse Bruiloft.
Il brano Tutto sommato è colonna sonora del film olandese, Toscaanse Bruiloft ed è presente anche nel relativo trailer ufficiale. Nel gennaio 2014, il brano, in concomitanza con la pubblicazione dell'album nell'iTunes Store olandese ed in versione fisica, viene estratto come singolo nei Paesi Bassi.

## Tracce
1. Senza riserva – 3:00 (Roberto Casalino; edizioni musicali Universal Music Italia Srl e Mzq Edizioni musicali sas) – Titolo originale: Io ti regalerò[27]
2. Non cambiare mai – 3:41 (testo: Giulia Anania – musica: Dario Faini; edizioni musicali Universal Music Publishin e Warner Chappell Music Italiana)
3. Lucciole – 3:26 (Dario Faini, Andrea Amati; edizioni musicali Universal Music Publishin e Warner Chappell Music Italiana)
4. Per una notte o per sempre – 3:24 (Giulia Anania, Marta Venturini; edizioni musicali Warner Chappell Music Italiana)
5. Tutto sommato – 2:58 (testo: Roberto Casalino – musica: Roberto Casalino, Niccolò Verrienti; edizioni musicali Universal Music Italia Srl e Mzq Edizioni musicali sas)
6. Bolle – 3:32 (Federica Camba, Daniele Coro; edizioni musicali Warner Chappell Music Italiana)
7. Ottovolante – 3:30 (Antonio Galbiati, Dario Faini; edizioni musicali Universal Music Publishin)
8. Ancora un'altra volta – 3:16 (Dario Faini, Roberto Casalino; edizioni musicali Universal Music Publishin, Universal Music Italia Srl e Mzq Edizioni musicali sas)
9. Tra due minuti è primavera – 3:32 (testo: Roberto Kunstler – musica: Dario Faini; edizioni musicali Universal Music Publishin)
10. Per te – 3:05 (Dario Faini, Roberto Casalino; edizioni musicali Universal Music Italia Srl, Universal Music Publishin, Mzq Edizioni musicali sas e Ottocoldilana Srl)
11. Non ho che questo amore – 2:58 (testo: Roberto Casalino – musica: Roberto Casalino, Niccolò Verrienti; edizioni musicali Universal Music Italia Srl e Mzq Edizioni musicali sas)
12. Prato di orchidee – 3:49 (testo: Roberto Casalino – musica: Roberto Casalino, Dario Faini; edizioni musicali Universal Music Italia Srl, Universal Music Publishin e Mzq Edizioni musicali sas)

Tracce bonus (iTunes Paesi Bassi)
1. Non so ballare – 3:31 (Ermal Meta; edizioni musicali Emi Music Publishing Italia)
2. Capirai – 3:51 (testo: Ronald Schilperoort – musica: Giancarlo Romita)

## Formazione
- Annalisa – voce
- Simone Giuliani – tastiera
- Dado Parisini – tastiera, pianoforte, programmazione
- Pio Stefanini – tastiera, pianoforte, programmazione
- Max Costa – programmazione
- Giorgio Cocilovo – chitarra acustica
- Francesco Sighieri – chitarra acustica
- Luca Colombo – chitarra elettrica
- Massimo Varini – chitarre
- Paolo Costa – basso
- Matteo Giannetti – basso
- Alfredo Golino – batteria
- Stefano Luchi – batteria
- Elio Rivagli – batteria

## Successo commerciale
Ad una settimana dalla pubblicazione l'album debutta alla 9ª posizione della Classifica FIMI Album; posizione massima raggiunta da questo lavoro discografico anche due mesi dopo l'uscita, rimanendo nella top 20 della medesima classifica per due mesi e mezzo, prima di uscire gradualmente dalla top100 stilata da FIMI. L'album rientrarà in classifica quasi un anno dopo dalla pubblicazione, alla 100ª posizione.
Le vendite dell'album sono state supportate anche dal primo singolo estratto, Senza riserva, certificato disco di platino per le oltre 30.000 vendite in digitale, che ha raggiunto come posizione massima l'8ª della Top Singoli, risultando essere, sempre secondo la FIMI, il 35° brano più scaricato in Italia nel primo semestre del 2012.
Mentre tutto cambia risulta essere il 72º album più venduto in Italia nel 2012 secondo la classifica di fine anno stilata sempre da FIMI.
L'album ha ricevuto il premio Menzione Speciale per il valore Musical-Letterario al Premio Lunezia 2012.

## Classifiche

### Classifiche settimanali
| Classifica (2012) | Posizione massima |
| ----------------- | ----------------- |
| Italia            | 9                 |

### Classifiche di fine anno
| Classifica (2012) | Posizione |
| ----------------- | --------- |
| Italia            | 72        |

## Tour
Il 27 luglio 2012 è partito il primo tour solista di Annalisa, il Mentre tutto cambia tour. Organizzato da F&P Group in collaborazione con Radio Italia, il tour si è diviso in due parti, il primo denominato pretour estivo, iniziato con la data zero dello stesso 27 luglio a Bellaria nella Sala Congressi e comprendente 12 tappe, si è svolto prevalentemente in piazze e si è concluso il 30 settembre successivo a Sturno in Piazza Auferio; il secondo, iniziato il 27 ottobre e denominato tour autunnale teatrale, comprendente la presenza di palchi e scenografie anni '60, vede nelle prime due date di Roma e Milano, promosse dalla pubblicazione del terzo singolo Per una notte o per sempre, l'anteprima della seconda versione. Entrambe le versioni sono organizzate da F&P Group e sponsorizzate da Radio Italia. Di seguito sono elencate le tappe divise nelle due parti citate.

### Date
| Data                             | Città                        | Nazione | Sede                         |
| -------------------------------- | ---------------------------- | ------- | ---------------------------- |
| Prima Parte (Pretour estivo)     |                              |         |                              |
| 27 luglio 2012                   | Bellaria (RN)                | Italia  | Sala Congressi (Data zero)   |
| 29 luglio 2012                   | Casalbordino (CH)            | Italia  | Piazza Umberto I             |
| 1º agosto 2012                   | Avellino (AV)                | Italia  | Piazza San Tommaso           |
| 4 agosto 2012                    | Zungri (VV)                  | Italia  | Piazza Umberto I             |
| 9 agosto 2012                    | Campofelice di Roccella (PA) | Italia  | Piazza Garibaldi             |
| 10 agosto 2012                   | San Cataldo (CL)             | Italia  | Centro Commerciale Il Casale |
| 14 agosto 2012                   | Ariano Irpino (AV)           | Italia  | Piazza Plebiscito            |
| 16 agosto 2012                   | Melicucco (RC)               | Italia  | Piazza Senatrice             |
| 18 agosto 2012                   | Sant'Agata di Puglia (FG)    | Italia  | Piazza Perillo               |
| 9 settembre 2012                 | Grazzanise (CE)              | Italia  | Piazza Montevergine          |
| 16 settembre 2012                | San Giovanni di Gerace (RC)  | Italia  | Piazza Municipio             |
| 30 settembre 2012                | Sturno (AV)                  | Italia  | Piazza Auferio               |
| Seconda Parte (Tournée teatrale) |                              |         |                              |
| 27 ottobre 2012                  | Roma (RM)                    | Italia  | Auditorium Conciliazione     |
| 30 ottobre 2012                  | Milano (MI)                  | Italia  | Teatro Dal Verme             |
| 17 novembre 2012                 | Castrofilippo (AG)           | Italia  | Centro Commerciale Le Vigne  |

### Scaletta tour estivo
1. Tra due minuti è primavera
2. Giorno per giorno
3. Per una notte o per sempre
4. Lucciole
5. Questo bellissimo gioco
6. It's Oh So Quiet
7. Non cambiare mai
8. Inverno
9. Why
10. Cado Giù
11. Senza Riserva
12. Prato Di Orchidee
13. Roxanne
14. Brividi
15. Solo
16. Un'estate al mare
17. Diamante lei e luce lui
18. Mi sei scoppiato dentro il cuore
19. Senza Riserva

### Scaletta Tour Teatrale
1. Per una notte o per sempre
2. Giorno per giorno
3. Bolle
4. Tra due minuti è primavera
5. Solo
6. Prato di orchidee
7. Lucciole
8. Roxanne
9. It's oh so quiet
10. Why
11. Inverno
12. Tutto sommato
13. Cado giù
14. Fuori
15. Per te
16. Non cambiare mai
17. Questo bellissimo gioco
18. Diamante lei e luce lui
19. Senza riserva
20. Brividi

### Gruppo
- Emiliano Fantuzzi – chitarra elettrica ed acustica
- Tiziano Borghi – pianoforte
- Alessandro Guerzoni – batteria
- Marco Dirani – basso